# 德特勒夫·里希特
德特勒夫·里希特（德語：Detlef Richter，1956年6月6日—），德国男子雪车运动员。他曾代表东德参加1980年和1988年冬季奥林匹克运动会雪车比赛，其中1980年冬季奥运会获得一枚铜牌。